# Междуреченский (Архангельская область)
Междуреченский — посёлок в Пинежском районе Архангельской области. Административный центр муниципального образования «Междуреченское».
Посёлок находится в центре Пинежского района, в 5 километрах к северу от села Карпогоры. Поблизости находятся конечная ж.-д. станция на линии Архангельск — Карпогоры и посёлки Привокзальный и Сога. 
В посёлке расположена колония-поселение КП-19 (лимит наполнения — 165 человек).

## Население
| 2002 | 2010  | 2012  |
| ---- | ----- | ----- |
| 1307 | ↗1981 | ↘1317 |

### Карты
- Посёлок Междуреченский. Публичная кадастровая карта
- Междуреченский на карте Wikimapia